# Courvaudon
Courvaudon är en kommun i departementet Calvados i regionen Normandie i norra Frankrike. Kommunen ligger i kantonen Villers-Bocage som ligger i arrondissementet Caen. År 2022 hade Courvaudon 287 invånare.

## Befolkningsutveckling
Antalet invånare i kommunen Courvaudon
Referens: INSEE